# Jerry Garcia Band
A Jerry Garcia Band foi uma banda fundada por Jerry Garcia em 1975, na Área da baía de São Francisco, Califórnia, logo após o fim de sua banda, o Grateful Dead. Esse ainda é tido como um dos projetos mais importantes que Jerry Garcia teve em sua carreira musical, ao lado do Grateful Dead.
Durante os seus 20 anos de existência, a banda excursionava e gravava esporadicamente. Porém, ela só fazia alguma coisa durante as pausas do Grateful Dead, que, apesar de tudo, ainda era a banda mais importante de Jerry Garcia.

## História
No decorrer dos anos, a formação da Jerry Garcia Band mudou inúmeras vezes. O membro que por mais tempo permaneceu na banda, ao lado do próprio Jerry Garcia, foi o baixista John Kahn. Melvin Seals era o segundo membro que mais tempo permaneceu na banda (de 1980 em diante). Após a morte de Jerry Garcia, em 1995, Seals tornou-se o líder da banda, mudando o seu nome para JGB.
Os interesses musicais de Jerry Garcia era variado, e isso era refletido nas músicas da banda. A Jerry Garcia Band tocava músicas de Rock derivadas do Blues, Folk, Country e do Jazz. E isso também acontecia no Grateful Dead. A banda também tocava músicas de Rhythm and Blues e Reggae, e também fazia versões próprias das músicas de raíz dos Estados Unidos. Com a Jerry Garcia Band, Jerry Garcia fazia versões covers de artistas como Bob Dylan. Justamente igual ao Grateful Dead, a Jerry Garcia Band também dava ênfase às improvisações musicais, ajudando a criar o que hoje é conhecido como Jam band.
Durante a vida de Jerry Garcia, a Jerry Garcia Band lançou apenas um álbum de estúdio (intitulado de "Cats Under the Stars"), e um álbum ao vivo (simplesmente intitulado de Jerry Garcia Band). Diversos álbuns ao vivo da Jerry Garcia Band foram lançados após a morte de Jerry Garcia, um dos maiores expoentes do Rock estadunidense.

## Discografia

### Álbuns
- Cats Under the Stars – 1978
- Jerry Garcia Band – 1991
- How Sweet It Is – 1997
- Don't Let Go – 2001
- Shining Star – 2001
- After Midnight: Kean College, 2/28/80 – 2004
- Let It Rock: The Jerry Garcia Collection, Vol. 2 – 2009

## Membros
Abaixo, está as formações que a Jerry Garcia Band teve no decorrer dos anos.